# Spathiostenus tenuis
Spathiostenus tenuis är en stekelart som först beskrevs av Nixon 1943.  Spathiostenus tenuis ingår i släktet Spathiostenus och familjen bracksteklar. Inga underarter finns listade i Catalogue of Life.